# Fragging (Militär)

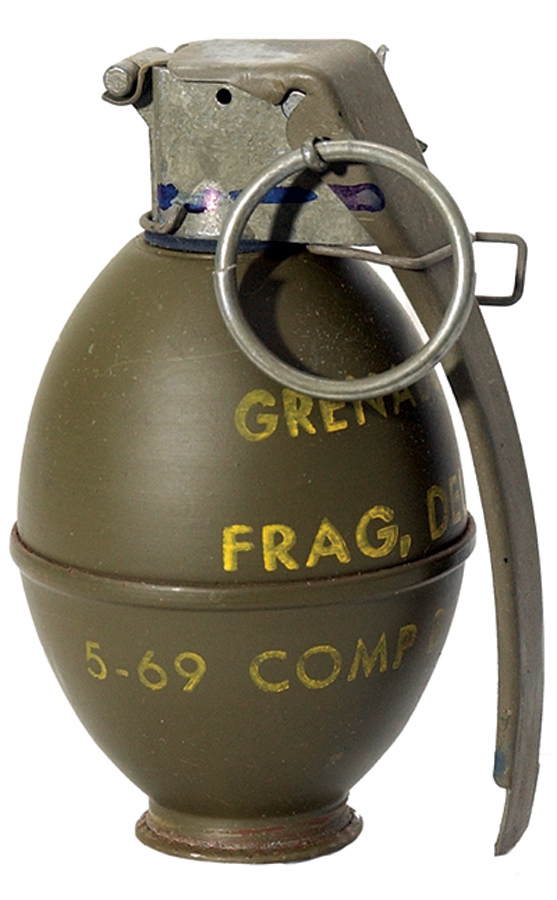
Die namensgebende US-Splitterhandgranate M61, mit der zahlreiche Fraggings begangen wurden

Fragging (deutsch ‚Splittern‘) bedeutet im US-Militärjargon das absichtliche oder versuchte Töten von Angehörigen der eigenen Truppe im Krieg.
Der Ursprung des Begriffs liegt in der Zeit des Vietnamkrieges. Fragging bezeichnete das vorsätzliche Töten eines zumeist als inkompetent empfundenen und unbeliebten Vorgesetzten mit Hilfe einer Splitterhandgranate (engl. fragmentation grenade oder kurz frag-grenade oder frag), die nachts oder während eines Angriffs in ein Zelt oder einen Schützengraben geworfen wurde. Vom Täter und den Kameraden wurde dann behauptet, das Opfer wäre durch Feindeinwirkung gefallen. Gerechtfertigt wurde dies als Ultima Ratio, um eine Einheit vor einem Vorgesetzten zu schützen, der seine Untergebenen durch Unfähigkeit oder Übermut gefährdete.
Eine Handgranate war das Mittel der Wahl, da auf einer solchen weder Fingerabdrücke zurückbleiben, noch ein ballistischer Test möglich ist, der den Täter hätte entlarven können.
Fragging kam im Vietnamkrieg immer wieder vor. Ab 1969 wurden über 900 Fragging-Ereignisse während des Vietnamkrieges belegt, bei denen rund 100 Menschen zu Tode kamen. Hinzu kommt eine unbekannte Zahl von Fraggings, die vor 1969 stattfanden bzw. nicht offiziell auffielen. Im Irakkrieg gibt es lediglich zwei offiziell belegte Fälle; der Tod von Phillip Esposito und Louis Allen und der Frag-Vorfall in Kuwait durch Hasan K. Akbar im April 2005.
Fragging wird unter anderem im Film Platoon dargestellt.
Der von Videospielern genutzte Begriff Frag ist eine Ableitung des Wortes Fragging.